# Jean Louis de Nogaret de La Valette

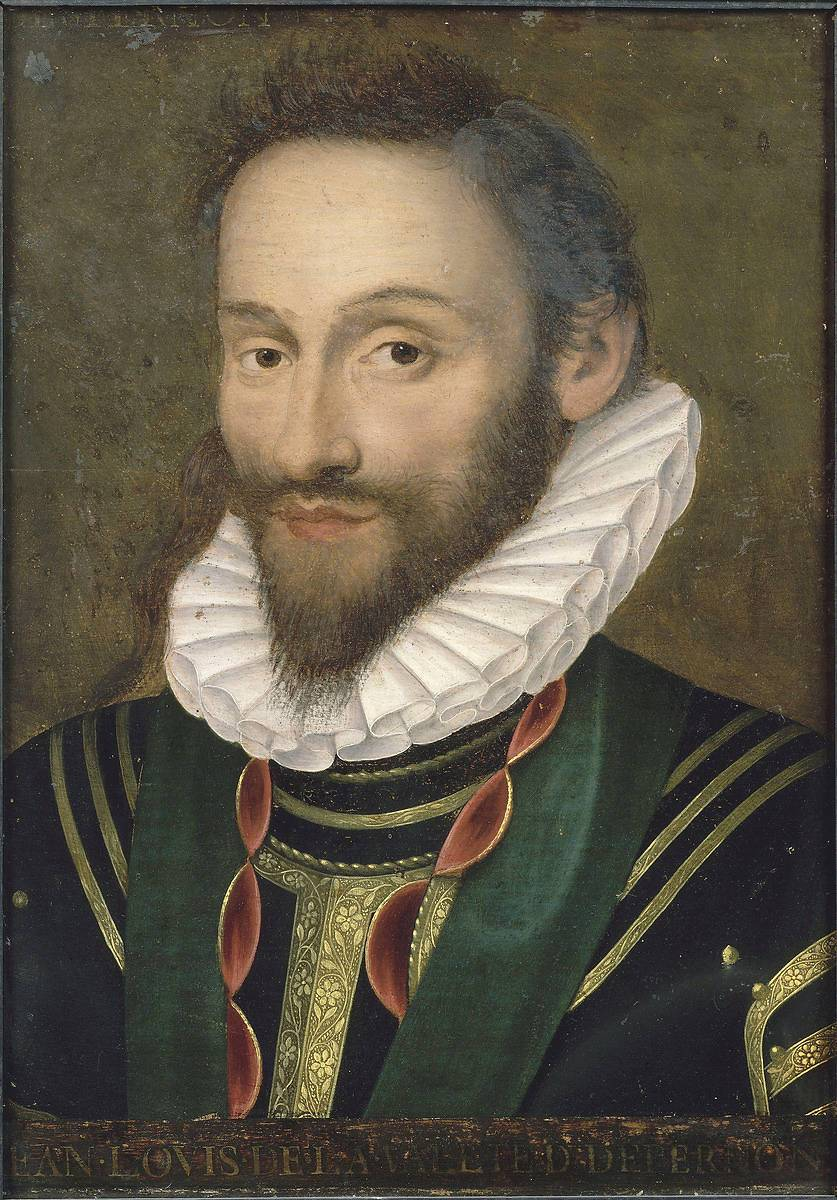
Nogaret de La Valette, porträtt av okänd konstnär.

Jean Louis de Nogaret de La Valette, hertig av Épernon, född i maj 1554, död 13 januari 1642 i Loches, var en fransk politiker.
Nogaret vann genom sin skönhet och elegans men även genom krigiska förtjänster Henrik III:s ynnest och gjordes av honom till generalöverste för infanteriet och guvernör i ett halvt dussin provinser. Nogaret var också obrottsligt trogen mot Henrik III och ett av hans bästa stöd mot ligan.  Han hyllade endast motsträvigt Henrik IV och först efter hans övergång till katolicismen. Nogaret har även anklagats för delaktighet i mordet på kungen. Han understödde senare Maria av Medici vid hennes flykt från Blois och hennes uppror mot Ludvig XIII och blev 1622 guvernör i Guyenne. Han tvingade sig dock senare att underkasta sig Richelieu.